# Tupiratins
Tupiratins är en kommun i Brasilien.   Den ligger i delstaten Tocantins, i den centrala delen av landet, 800 km norr om huvudstaden Brasília. Antalet invånare är 2 097.
Omgivningarna runt Tupiratins är huvudsakligen savann. Trakten runt Tupiratins är nära nog obefolkad, med mindre än två invånare per kvadratkilometer.